# Enquête suisse sur la population active
L’enquête suisse sur la population active (ESPA) est une enquête réalisée auprès des ménages depuis 1991 par l’Office fédéral de la statistique (OFS) en collaboration avec un fournisseur de services externe. Elle vise à établir la structure de l’emploi et la participation de la population résidante permanente à la vie active. Grâce à l'application stricte de définitions internationales, les données de la Suisse peuvent être comparées avec celles des pays de l'OCDE et de l'Union européenne. Depuis 2010, l’ESPA a lieu tous les trimestres. Les interviews des troisième et quatrième trimestres de 2009 font la transition entre l'ancienne ESPA et la nouvelle (réalisée en continu et dont les résultats sont publiés chaque trimestre).

## Bases légales
Ordonnance du 30 juin 1993 concernant l’exécution des relevés statistiques fédéraux (ordonnance sur les relevés statistiques; RS 431.012.1)

## Type de relevé
L’ESPA est une enquête par échantillonnage. Elle est réalisée par téléphone auprès d’un échantillon de quelque 105 000 personnes (16 000 jusqu'en 2001, environ 35 000 entre 2002 et 2009). Les ménages sont tirés au sort dans l’annuaire téléphonique. Depuis 2003, l’échantillon de l’ESPA est complété par des personnes de nationalité étrangère faisant partie de la population résidante permanente, qui sont sélectionnées dans le système d’information central sur la migration (ZYMIC). Ce complément d'échantillon était constitué de 15 000 personnes jusqu’en 2009 et de 21 000 depuis 2010. Ces personnes sont interrogées à quatre reprises dans une période d'un an et demi.

## Caractères relevés
L’ESPA est une enquête réalisée auprès de la population résidante permanente de 15 ans et plus au niveau de la Suisse et des grandes régions.
Elle porte sur l'activité professionnelle (actuelle ou passée), les raisons de l’absence d’activité professionnelle (retraite, formation, etc.), la profession apprise et celle exercée, le lieu de travail et le volume de travail, les conditions de travail (réglementation du temps de travail, travail de nuit, travail le week-end), la branche économique, le revenu provenant d’une activité lucrative et le revenu du ménage, la recherche d'un emploi (chômage, sous-occupation), la mobilité professionnelle et spatiale, la formation de base et la formation continue, le travail non rémunéré (tâches familiales et domestiques, activités bénévoles, soutien aux proches, etc.), la migration et la protection sociale.

## Réalisation
La première enquête a été menée en 1991. Elle avait lieu au deuxième trimestre jusqu’en 2008, au deuxième, au troisième et au quatrième trimestres en 2009. Elle est menée en continu et dont les résultats sont publiés tous les trimestres depuis 2010. Les données ont été exploitées annuellement jusqu'en 2009; elles le sont trimestriellement depuis 2010.